# Greg Grant
Pour les articles homonymes, voir Grant.
Gregory Alan 'Greg' Grant, né le 29 août 1966 à Trenton dans le New Jersey, est un joueur américain de basket-ball.
Avec ses 1,70 m il est le quatrième joueur le plus petit de la NBA (après Muggsy Bogues 1,60 m, Earl Boykins 1,63 m et Mel Hirsch (en) 1,68 m).